# Władysław Ludwik Evert

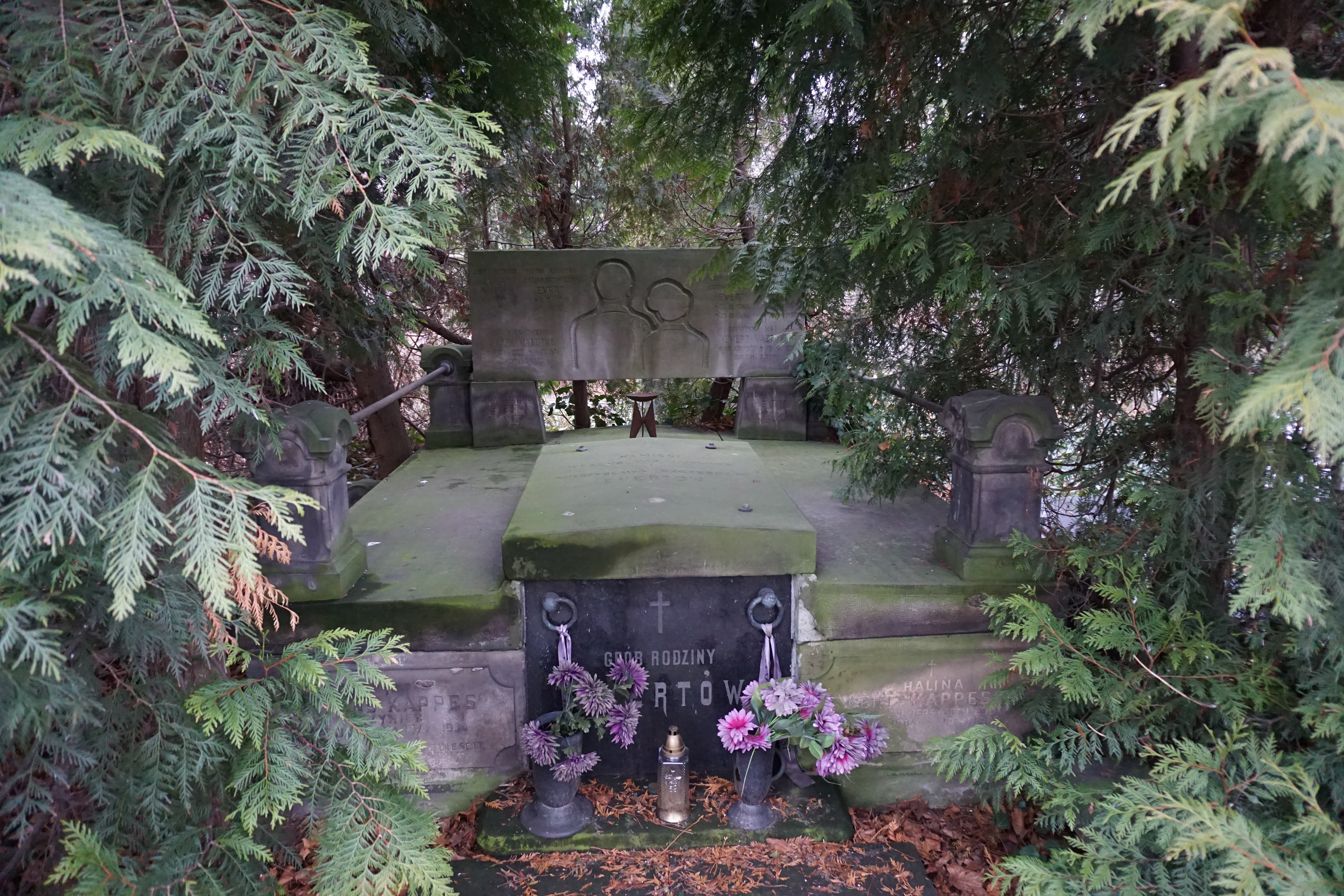
Grób Władysława Ludwika Everta na cmentarzu ewangelicko-augsburskim w Warszawie

Władysław Ludwik Evert, także Ewert (ur. 22 listopada 1890, zm. 28 maja 1965) – polski adwokat, pisarz, poeta, dziennikarz, oficer rezerwy.

## Życiorys
Jego ojcem był Ludwik Evert (przemysłowiec, handlowiec, senator), a siostrą Halina Evert-Kappesowa (1900-1985) (historyk, bizantynolog).
Do 1927 był redaktorem czasopisma „Naród i Wojsko”. Od 1 grudnia 1927 pełnił funkcję redaktora naczelnego pisma „Polska Zbrojna” do 1934. W kwietniu 1933 w Warszawie został wybrany członkiem zarządu Zrzeszenia Beletrystów Polskich. W 1934 powołał organizację „Korpus Lechitów”, który 2 marca 1935 został rozwiązany. Następnie założył kolejną organizację pod nazwą „Państwowy Radykalny Narodowy Front Młodych przy Partii Pracy BBWR”.
Został pochowany na cmentarzu ewangelicko-augsburskim  w Warszawie (aleja 24-1-26).

## Publikacje
- Ciemnie i szały (1913)
- Płomienie w lustrach (1920)
- Poza frazesem i demagogją. Na marginesie dyskusji ustrojowej, etc. (1930)[8]
- Jego dławiąca mość... kryzys (1936)
- Szekspir (1950, współautorzy:	Mihail Mihailovič Morozov; Stanisław Helsztyński)
- Język rosyjski. Cz. 2 (1955, współautorka: Danuta Grzymałowska)
- Język rosyjski. Cz. 4 (1955)
- Język rosyjski dla 1 sem. wszystkich kierunków. Cz. 1 (1956)
- Słownik rosyjsko-polski i polsko-rosyjski do skryptu pt. Język rosyjski cz. 1 : dla sem. 1 wszystkich kierunków (1956)
- Leszek Raabe we wspomnieniach przyjaciół (1963, współautor: Krzysztof Dunin-Wąsowicz)[9]

## Ordery i odznaczenia
- Krzyż Oficerski Orderu Odrodzenia Polski (27 listopada 1929)[10]
- Krzyż na Śląskiej Wstędze Waleczności i Zasługi[11]
- Medal Pamiątkowy za Wojnę 1918–1921[11]
- Medal Dziesięciolecia Odzyskanej Niepodległości[11]
- Złota Odznaka Honorowa Ligi Obrony Powietrznej i Przeciwgazowej I stopnia[12]
- Komandor Orderu Grobu Świętego (Stolica Apostolska)[11]
- Komandor Orderu Krzyża Orła (Estonia)[11][13]
- Komandor Orderu Czerwonego Krzyża (Estonia)[11]
- Komandor Orderu Świętego Sawy (Jugosławia)[11]
- Oficer Orderu Świętego Sawy (Jugosławia)[13]
- Oficer Orderu Korony Włoch (Włochy)[11]
- Oficer Orderu Trzech Gwiazd (Łotwa)[11]
- Oficer Orderu Gwiazdy Rumunii (Rumunia)[11]
- Oficer Orderu Legii Honorowej (Francja)[11][13]
- Oficer Orderu Smoka Annamu (Francja)[11]
- Oficer Orderu Krzyża Białego (Estonia)[11]